# Nares Lake
Nares Lake är en sjö i Kanada. Den ligger i territoriet Yukon, i den västra delen av landet, 4 100 km väster om huvudstaden Ottawa. Nares Lake ligger 649 meter över havet.
Trakten runt Nares Lake är nära nog obefolkad, med mindre än två invånare per kvadratkilometer.